# Kevin McCarthy (político)
Kevin Owen McCarthy (Bakersfield, 26 de janeiro de 1965) é um empresário e político norte-americano que atuou como presidente da Câmara dos Representantes dos Estados Unidos entre janeiro e outubro de 2023. Membro do Partido Republicano, atuou anteriormente como líder da maioria na Câmara sob as presidências de  John Boehner e de Paul Ryan de 2014 a 2019, e serviu como Líder da minoria sob a presidência de Nancy Pelosi de 2019 a 2023. Foi o Representante dos EUA para o 22º distrito congressional da Califórnia de 2007 a 2013 e serviu no 23º distrito desde 2013 após redistribuição, além de ser o primeiro presidente da câmara dos Estados Unidos da América a ser destituído na história.
Foi ex-presidente da California Young Republicans e da Young Republican National Federation. Foi também representante na Assembleia do Estado da Califórnia de 2002 a 2006, nos últimos dois anos como líder da minoria. Concorreu com sucesso ao Congresso em 2006, sendo eleito para a liderança da Câmara no seu segundo mandato como Vice-Chefe Republicano Whip de 2009 a 2011. Quando os republicanos assumiram o controle da Câmara em 2011, ele tornou-se o vice-líder da maioria da Câmara de 2011 até agosto de 2014, quando ele foi eleito líder da maioria na Câmara para substituir Eric Cantor, que havia sido derrotado nas eleições primárias.
Quando os republicanos perderam a maioria nas eleições do meio de mandato de 2018 e o presidente da Câmara Paul Ryan aposentou-se e McCarthy foi eleito líder da minoria na Câmara em janeiro de 2019, tornando-o o primeiro republicano da Califórnia a ocupar o cargo. Como líder da maioria na Câmara ele era o segundo no comando da presidência da Câmara, e como líder da minoria ele é o líder dos republicanos na Câmara.
Durante o seu tempo como líder da maioria na Câmara e líder da minoria, McCarthy foi um defensor ferrenho do presidente Donald Trump. Depois que Joe Biden ganhou a eleição de 2020, Trump recusou-se a ceder e fez alegações de fraude. McCarthy apoiou a posição de Trump alegando que o ex-presidente venceu e participou dos esforços para anular os resultados. Em 3 de outubro de 2023, foi removido do cargo após uma "moção para deixar a presidência vaga" ter sido aprovada na Câmara com apoio maciço dos democratas e de uma ala radical de extrema-direita dentro do Partido Republicano, a primeira destituição de um presidente da história da Câmara desde sua fundação.

## Infância e educação
Filho de Roberta Darlene Palladino (nascida em 16 de novembro de 1940), uma dona de casa, e Owen McCarthy (12 de junho de 1941 — 28 de janeiro de 2000), um chefe assistente dos bombeiros da cidade. É residente no condado de Kern. O seu avô materno era um imigrante italiano e o paterno, irlandês. É o primeiro republicano na sua família imediata, pois os seus pais eram membros do Partido Democrata. Ele compareceu Califórnia State University, Bakersfield, onde obteve o título de bacharel em 1989 e o mestrado em administração de empresas em 1994.

## Inicio da carreira política
Serviu na equipe do congressista Bill Thomas de 1987 a 2002. Em 1995, foi presidente do California Young Republicans. De 1999 a 2001, foi presidente da Federação Nacional dos Jovens Republicanos. No final da década de 1990 até 2000, ele foi o diretor distrital de Thomas. Ganhou a sua primeira eleição em 2000, como curador do Kern Community College District.
Foi eleito para a Assembleia do Estado da Califórnia em 2002. Tornou-se o líder republicano em 2003. Sendo eleito para a Câmara dos Representantes dos Estados Unidos em 2006.

## Câmara dos Representantes dos Estados Unidos

### Eleições

#### 2006
Entrou nas primárias republicanas para o 22º distrito da Califórnia depois que do seu ex-chefe, Bill Thomas, aposentar-se. Venceu as três primárias republicanas - a verdadeira disputa neste distrito fortemente republicano - com 85 por cento dos votos. De seguida venceu as eleições gerais com 70,7% dos votos.

#### 2008
Não existiu oposição para um segundo mandato.

#### 2010
Nenhum partido apresentou um adversário, e McCarthy venceu um terceiro mandato com 98,8% dos votos, com a oposição vindo apenas de um candidato por escrito.

#### 2012
O redistritamento antes da eleição de 2012 resultou no distrito de McCarthy sendo renumerado como o 23º distrito. Tornou-se um pouco mais compacto, perdendo a sua parte na Costa Central ao mesmo tempo em que absorvia grandes partes do Condado de Tulare. Este distrito era tão fortemente republicano quanto o antecessor, e McCarthy venceu um quarto mandato com 73,2% dos votos contra 26,8% do oponente independente sem preferência partidária (NPP), Terry Phillips. O distrito é baseado em Bakersfield e inclui grandes secções dos condados de Kern e Tulare, bem como parte da comunidade de Quartz Hill no noroeste do condado de Los Angeles.

#### 2014
Na sua candidatura ao quinto mandato, enfrentou um desafiante democrata pela primeira vez desde sua candidatura inicial, Raul Garcia. No entanto, McCarthy foi reeleito com 74,8% dos votos.

#### 2016
Foi reeleito para um sexto mandato em 2016 com 69,2% dos votos na eleição geral; a candidata adversária, Wendy Reed, candidata do Partido Democrata, recebeu 30,8% dos votos.

#### 2018
Foi reeleito para um sétimo mandato com 64,3 por cento dos votos, com a rival democrata Tatiana Matta recebendo 35,7 por cento dos votos.

#### 2020
Foi reeleito para um oitavo mandato com 62,1% dos votos, com a desafiante democrata Kim Mangone recebendo 37,9% dos votos.

#### 2023
Foi eleito presidente da Câmara dos Representantes dos Estados Unidos após 4 dias de votações, o que acumulou 16 tentativas, a mais longa desde 1920.

## Posicionamento político

### Ambiente
Kevin McCarthy mantém posições de cepticismo climático. Em 2014, foi um dos principais opositores do Plano de Energia Limpa para reduzir as emissões de gases com efeito de estufa das centrais eléctricas alimentadas a carvão. Ele opôs-se aos regulamentos sobre fugas de metano das plataformas de perfuração de combustíveis fósseis como "burocrático e desnecessário".
Em 2015, durante o acordo climático de Paris, Kevin McCarthy opôs-se à participação dos EUA nos esforços globais para combater as alterações climáticas. Em 2011, foi o autor principal da Wilderness and Roadless Area Release Act, legislação que removeria o estatuto de protecção de 60 milhões de acres de terras públicas.

### Política externa
Kevin McCarthy recebeu donativos de campanha dos lobistas da Arábia Saudita para financiar as suas campanhas eleitorais. Em Junho de 2016, afirmou numa reunião com funcionários eleitos republicanos que Donald Trump é "pago por Vladimir Putin".
Em 2019, manifestou o seu apoio aos protestos em Hong Kong contra o governo chinês. A 3 de Janeiro de 2020, aplaudiu o assassinato do general iraniano Qasem Soleimani. Manifesta o seu apoio à anexação da Cisjordânia por Israel. Em 2020 assinou uma carta ao Primeiro Ministro israelita Benjamin Netanyahu reafirmando a "aliança inquebrável entre os Estados Unidos e Israel".

### Questões sociais
Fez pressão para a revogação da Lei de Protecção do Doente e Cuidados Acessíveis, apelidada de Obamacare.
Em particular, está a combater a administração Biden sobre a lei "Construir de volta melhor". A lei, com um orçamento de 1,7 triliões de dólares, prevê um jardim-de-infância para todas as crianças de 3 e 4 anos, melhor cobertura sanitária e investimentos significativos para reduzir as emissões de gases com efeito de estufa. Kevin McCarthy chama à lei um "esquema de gastos socialista". Em Novembro de 2021, no dia da votação na Câmara dos Representantes dos EUA, Kevin McCarthy falou durante quase 8,5 horas para impedir a votação. Ele estabeleceu um novo recorde para o discurso mais longo na Câmara dos Representantes dos EUA. O projecto de lei é aprovado pela Câmara após o discurso de Kevin McCarthy.

## Vida pessoal
McCarthy e sua esposa Judy têm dois filhos e residem Bakersfield há muito tempo. É um ex-membro do conselho da Community Action Partnership of Kern.
Em outubro de 2015, foi acusado de ter um caso extraconjugal com a deputada Renee Ellmers. Desistiu inesperadamente da corrida para Presidente da Câmara pouco antes de as alegações aparecerem. Dias antes, o representante Walter B. Jones Jr. havia enviado uma carta à Presidente da Conferência Republicana Cathy McMorris Rodgers afirmando que qualquer candidato a uma posição de liderança com "delitos" deveria retirar-se da corrida. McCarthy e Ellmers negaram as acusações.

Uma investigação de outubro de 2018 documentou como William "Bill" Wages, da empresa do cunhado de McCarthy, a Vortex Construction, recebeu um total de 7,6 milhões de dólares norte-americanos desde 2000 sem licitação e outros contratos federais de primeira linha. O trabalho foi principalmente para projetos de construção na Naval Air Weapons Station China Lake no distrito baseado em Bakersfield de McCarthy e na Naval Air Station Lemoore no condado de Kings na Califórnia.